# Persone di nome Stefan/Calciatori
| Questa pagina contiene informazioni ricavate automaticamente dalle voci biografiche con l'ausilio del template Bio e di un bot. L'aggiornamento è periodico e automatico e ricostruisce completamente la pagina. Se manca una persona in questa lista, sei pregato di non aggiungerla, ma accertati piuttosto che la sua voce biografica contenga il template Bio e che i dati anagrafici siano correttamente compilati. Se il template Bio manca, inseriscilo tu stesso o, in alternativa, metti l'avviso {{tmp\|Bio}} che ne segnala la mancanza. Se i dati riportati sono sbagliati, correggi direttamente la voce biografica; le modifiche saranno visibili in questa lista entro pochi giorni. Per chiarimenti vedi il progetto antroponimi. La lista contiene solo le 131 persone che sono citate nell'enciclopedia e per le quali è stato implementato correttamente il template Bio. Pagina aggiornata al 22 lug 2025. |

Questa è una lista di persone presenti nell'enciclopedia che hanno il nome Stefan e sono calciatori.

## A(3)
- Stefan Abadžiev, calciatore bulgaro (Sofia, n. 1934 - Sofia, † 2024)
- Stefan Aigner, ex calciatore tedesco (Monaco di Baviera, n. 1987)
- Stefan Aškovski, calciatore macedone (Skopje, n. 1992)

## B(12)
- Stefan Babović, ex calciatore serbo (Berane, n. 1987)
- Stefan Bajic, calciatore francese (Saint-Étienne, n. 2001)
- Stefan Bajčetić, calciatore spagnolo (Vigo, n. 2004)
- Stefan Bärlin, ex calciatore svedese (Katrineholm, n. 1976)
- Stefan Batan, calciatore svedese (Södertälje, n. 1985)
- Stefan Beinlich, ex calciatore tedesco (Berlino, n. 1972)
- Stefan Bell, calciatore tedesco (Andernach, n. 1991)
- Stefan Bliem, calciatore austriaco (n. 1983)
- Stefan Bogomilov, ex calciatore bulgaro (Sofia, n. 1945)
- Stefan Božkov, calciatore e allenatore di calcio bulgaro (Sofia, n. 1923 - Sofia, † 2014)
- Stefan Bukorac, calciatore serbo (Sremska Mitrovica, n. 1991)
- Stefan Büchel, ex calciatore liechtensteinese (n. 1986)

## C(3)
- Stefan Cebara, calciatore canadese (Zara, n. 1991)
- Stefan Cicmil, ex calciatore montenegrino (Podgorica, n. 1990)
- Stefan Colakovski, calciatore macedone (Melbourne, n. 2000)

## D(9)
- Stefan Dabić, calciatore serbo (Niš, n. 1997)
- Stefan Deak, calciatore serbo (Ruma, n. 1991)
- Stefan Dembicki, calciatore tedesco (Marten, n. 1913 - † 1985)
- Stefan Denković, calciatore montenegrino (Belgrado, n. 1991)
- Stefan Despotovski, calciatore macedone (Skopje, n. 2003)
- Stefan Dimić, calciatore serbo (Istog, n. 1993)
- Stefan Dražić, calciatore serbo (Belgrado, n. 1992)
- Stefan Džodić, calciatore serbo (Montpellier, n. 2005)
- Stefan de Vrij, calciatore olandese (Ouderkerk aan den IJssel, n. 1992)

## E(2)
- Stefan Effenberg, ex calciatore e allenatore di calcio tedesco (Amburgo, n. 1968)
- Stefan Erkinger, ex calciatore austriaco (Graz, n. 1981)

## F(5)
- Stefan Feiertag, calciatore austriaco (Horn, n. 2001)
- Stefan Pereira, calciatore brasiliano (Brumado, n. 1988)
- Stefan Florenski, calciatore polacco (Gliwice, n. 1933 - Hamm, † 2020)
- Stefan Frei, calciatore svizzero (Altstätten, n. 1986)
- Stefan Fryc, calciatore polacco (n. 1894 - † 1943)

## G(4)
- Stefan Gartenmann, calciatore svizzero (Roskilde, n. 1997)
- Stefan Giglio, ex calciatore maltese (La Valletta, n. 1979)
- Stefan Glarner, ex calciatore svizzero (Meiringen, n. 1987)
- Stefan Gölles, calciatore austriaco (n. 1991)

## H(7)
- Stefan Hager, calciatore austriaco (n. 1995)
- Stefan Hajdin, calciatore serbo (Glina, n. 1994)
- Stefan Hassler, ex calciatore liechtensteinese (n. 1969)
- Stefan Haudum, calciatore austriaco (Eferding, n. 1994)
- Stefan Hierländer, calciatore austriaco (Villaco, n. 1991)
- Stefan Hristov, calciatore bulgaro (Pleven, n. 1989)
- Stefan Huber, ex calciatore svizzero (n. 1966)

## I(4)
- Stefan Ilić, calciatore serbo (Kragujevac, n. 1995)
- Stefan Ilsanker, ex calciatore e giocatore di football americano austriaco (Hallein, n. 1989)
- Stefan Ishizaki, ex calciatore svedese (Stoccolma, n. 1982)
- Stefan Iten, ex calciatore svizzero (Zurigo, n. 1985)

## J(4)
- Stefan Jambo, ex calciatore tedesco (Schifferstadt, n. 1958)
- Stefan Jansen, ex calciatore olandese (Haarlem, n. 1972)
- Stefan Jevtoski, calciatore macedone (Skopje, n. 1997)
- Stefan Johansen, ex calciatore norvegese (Vardø, n. 1991)

## K(7)
- Stefan Karlsson, ex calciatore svedese (Haninge, n. 1988)
- Stefan Klos, ex calciatore tedesco (Dortmund, n. 1971)
- Stefan Knežević, calciatore svizzero (Lucerna, n. 1996)
- Stefan Kocev, calciatore macedone (Štip, n. 1994)
- Stefan Kohn, ex calciatore tedesco (Ellwangen, n. 1965)
- Stefan Kovač, calciatore bosniaco (Belgrado, n. 1999)
- Stefan Kutschke, calciatore tedesco (Dresda, n. 1988)

## L(7)
- Stefan Lainer, calciatore austriaco (Seekirchen am Wallersee, n. 1992)
- Stefan Landberg, ex calciatore svedese (Kalmar, n. 1970)
- Stefan Larsson, ex calciatore e allenatore di calcio svedese (Storfors, n. 1983)
- Stefan Leković, calciatore serbo (Belgrado, n. 2004)
- Stefan Lexa, ex calciatore austriaco (Klagenfurt, n. 1976)
- Stefan Lindqvist, calciatore svedese (Halmstad, n. 1967 - Särö, † 2020)
- Stefan Lončar, calciatore montenegrino (Nikšić, n. 1996)

## M(11)
- Stefan Marini, ex calciatore svizzero (n. 1965)
- Stefan Marinovic, calciatore neozelandese (Auckland, n. 1991)
- Stefan Mauk, calciatore australiano (Bedford Park, n. 1995)
- Stefan Mihajlović, ex calciatore serbo (Belgrado, n. 1994)
- Stefan Milošević, calciatore serbo (Belgrado, n. 1995)
- Stefan Milošević, calciatore montenegrino (Nikšić, n. 1996)
- Stefan Mitrović, calciatore serbo (Belgrado, n. 1990)
- Stefan Mitrović, calciatore serbo (Kruševac, n. 2002)
- Stefan Mogren, ex calciatore svedese (n. 1968)
- Stefan Moore, ex calciatore inglese (Birmingham, n. 1983)
- Stefan Mugoša, calciatore montenegrino (Podgorica, n. 1992)

## N(4)
- Stefan Nigro, calciatore australiano (Ballarat, n. 1996)
- Stef Nijland, calciatore olandese (Hoogezand-Sappemeer, n. 1988)
- Stefan Nikolić, calciatore montenegrino (Nikšić, n. 1990)
- Stefan Nutz, calciatore austriaco (Judenburg, n. 1992)

## O(2)
- Stefan Obradović, calciatore serbo (Belgrado, n. 2003)
- Stefan Ortega, calciatore tedesco (Hofgeismar, n. 1992)

## P(7)
- Stefan Paldan, ex calciatore svedese (n. 1971)
- Stefan Panić, calciatore serbo (Topola, n. 1992)
- Stefan Perić, calciatore austriaco (Salisburgo, n. 1997)
- Stefan Pettersson, ex calciatore svedese (Västerås, n. 1963)
- Stefan Popiel, calciatore polacco (n. 1896 - † 1927)
- Stefan Posch, calciatore austriaco (Judenburg, n. 1997)
- Stefan Pospichal, calciatore cecoslovacco (Vienna, n. 1910 - † 1940)

## R(7)
- Stefan Radosavljević, calciatore faroese (Belgrado, n. 2000)
- Stefan Rakowitz, calciatore austriaco (Oberwart, n. 1990)
- Stefan Reinartz, ex calciatore tedesco (Engelskirchen, n. 1989)
- Stefan Reisch, ex calciatore tedesco (Németkér, n. 1941)
- Stefan Reisinger, ex calciatore tedesco (Landshut, n. 1981)
- Stefan Reško, ex calciatore sovietico (Ključarky, n. 1947)
- Stefan Ristovski, calciatore macedone (Skopje, n. 1992)

## S(16)
- Stefan Savić, calciatore montenegrino (Mojkovac, n. 1991)
- Stefan Savić, calciatore austriaco (Salisburgo, n. 1994)
- Stefan Schimmer, calciatore tedesco (Wertingen, n. 1994)
- Stefan Schwab, calciatore austriaco (Saalfelden am Steinernen Meer, n. 1990)
- Stefan Selakovic, ex calciatore svedese (Varberg, n. 1977)
- Stefan Simič, calciatore ceco (Praga, n. 1995)
- Stefan Skoumal, calciatore austriaco (Vienna, n. 1909 - Vienna, † 1983)
- Stefan Skrbo, calciatore austriaco (n. 2001)
- Stefan Spirovski, calciatore macedone (Bitola, n. 1990)
- Stefan Stajkov, ex calciatore bulgaro (Sofia, n. 1949)
- Stefan Stančev, ex calciatore bulgaro (Smoljan, n. 1989)
- Stefan Stangl, ex calciatore austriaco (Wagna, n. 1991)
- Stefan Stefanović, calciatore serbo (Belgrado, n. 1991)
- Stefan Sudrich, calciatore austriaco (Donaufeld, n. 1888 - Vienna, † 1962)
- Stefan Sultana, ex calciatore maltese (Ħamrun, n. 1968)
- Stefan Szefer, ex calciatore polacco (Pabianice, n. 1942)

## T(3)
- Stefan Teelen, ex calciatore belga (Maaseik, n. 1979)
- Stefan Thesker, calciatore tedesco (Ahaus, n. 1991)
- Stefan Tomović, calciatore serbo (Kruševac, n. 2001)

## V(5)
- Stefan Velev, calciatore bulgaro (Sofia, n. 1989)
- Stefan Veličković, calciatore serbo (Niš, n. 1999)
- Stefan Velkov, calciatore bulgaro (Sofia, n. 1996)
- Stefan Vico, calciatore montenegrino (Cattaro, n. 1995)
- Stefan Vukmirović, calciatore serbo (Kragujevac, n. 1991)

## W(2)
- Stefan Wessels, ex calciatore tedesco (Rahden, n. 1979)
- Stefan Wolf, ex calciatore svizzero (n. 1971)

## Č(2)
- Stefan Čolović, calciatore serbo (Belgrado, n. 1994)
- Stefan Čupić, calciatore serbo (Niš, n. 1994)

## Đ(1)
- Stefan Đorđević, calciatore serbo (Novi Sad, n. 1991)

## Š(3)
- Stefan Šapić, calciatore serbo (Belgrado, n. 1997)
- Stefan Šćepović, calciatore serbo (Belgrado, n. 1990)
- Stefan Šormaz, calciatore serbo (Subotica, n. 1999)

## Ž(1)
- Stefan Živković, calciatore serbo (Kruševac, n. 1990)